# Арамазд (компания)

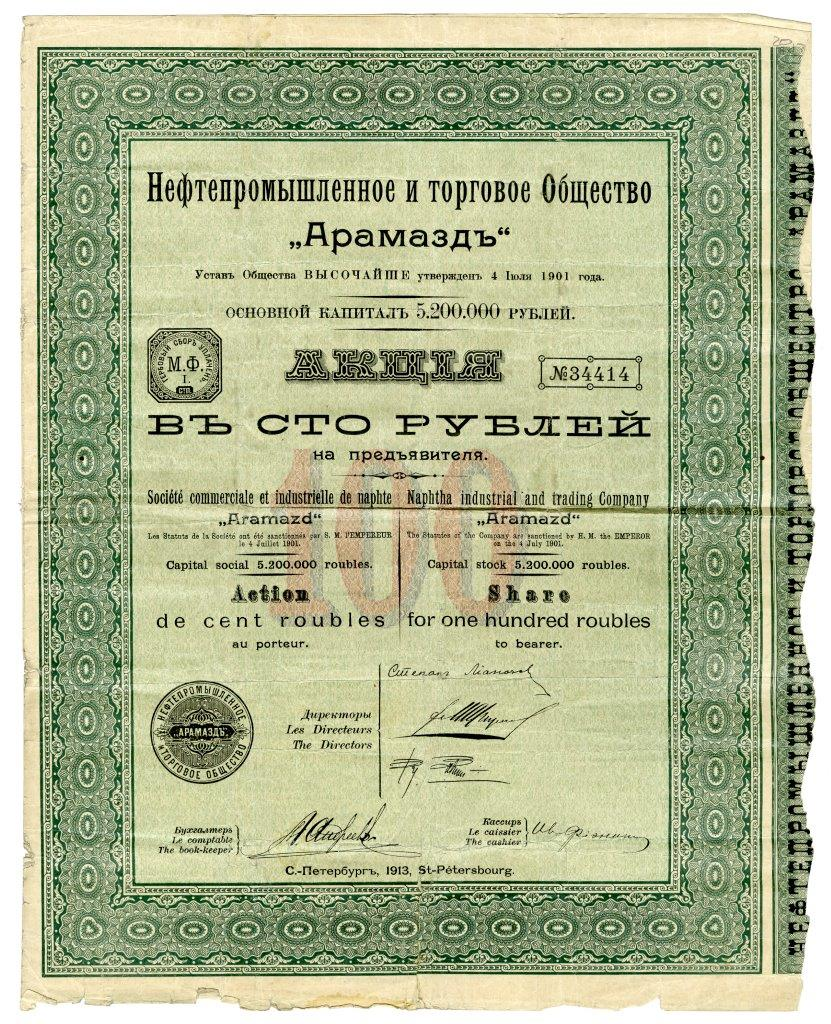
Акция в 100 руб. на предъявителя Нефтепромышленного и торгового общества «Арамазд» с основным капиталом в 5,2 млн.руб. С.-Петербург, 1913 г.

Нефтепромышленное и торговое общество «Арамазд», названное в честь верховного бога Арамазда из древнеармянского пантеона, «создателя неба и земли, громовержца, бога плодородия и отца богов», учреждено с целью «добычи нефти в Бакинской губернии и уезде, в Сабунчинской даче, на участке под № 5с, а также для добычи нефти в других местностях Империи для переработки добываемой нефти и торговли нефтью и нефтяными продуктами».
Устав компании, основной капитал которой составлял 4,0 млн руб. Высочайше утвержден 4 июля 1901 г. В дальнейшем основной капитал был увеличен до 5,2 млн. руб.  К 1917 г. на промыслах общества «Арамазд», поглощенного к тому времени Русской генеральной нефтяной корпорации («Ойль»), было занято около 1,5 тыс. рабочих, годовая добыча нефти достигла 13 млн пуд.(213 тыс.т.), а стоимость имущества составляла свыше 10 млн руб. Все операции Общества проходили через Русско-Азиатский банк. По итогам 1913 года чистая прибыль составила 1,201 млн. руб.. В том же году вошла в состав «Русской генеральной нефтяной корпорации». К  началу 1917 года на объектах Общества было занято около 1,5 тыс. рабочих, добыча нефти составила 13 млн. пуд., стоимость имущества составляла свыше 10 млн. руб..
Органами центрального управления компании были общее собрание акционеров, Правление и Ревизионная комиссия. Правление состояло из трех директоров и находилось до 1914 г. в Баку, а затем в Петрограде (Захарьевская, 10). Пост председателя Правления общества занимал один из крупнейших нефтепромышленников того времени, создатель «Ойля» С. Г. Лианозов. Имущество акционерного общества «Арамазд» было объявлено государственной собственностью на основании декрета СНК «О национализации нефтяной промышленности» от 20 июня 1918 г.